# Pablo Guijarro Moreno
Pablo Guijarro Moreno (geboren am 3. November 2004 in La Roca del Vallès) ist ein spanischer Handballspieler, der auf der Spielposition Linksaußen eingesetzt wird.

## Vereinskarriere
Pablo Guijarro spielt bei Fraikin BM Granollers. Er debütierte mit der ersten Mannschaft des Vereins in der Saison 2022/2023 in Spaniens erster Liga.

## Auswahlmannschaften
Guijarro stand im Aufgebot der Nachwuchsauswahlen der RFEBM.
Er debütierte für die RFEBM am 4. November 2021 mit der Jugendnationalmannschaft. Pablo Guijarro spielte im August 2022 bei der U-18-Europameisterschaft 2022, bei der er mit der Auswahl den Europameistertitel gewann. Im August 2023 gelang ihm mit seinem Team auch der Gewinn der U-19-Weltmeisterschaft 2023. Bis August 2023 wurde er insgesamt in 32 Spielen aufgeboten und warf 40 Tore.
Im Januar 2024 wurde er in die Juniorenauswahl Spaniens berufen, mit der er im Juli des Jahres die U-20-Europameisterschaft 2024 gewann. In seinen 16 Spielen für das Team erzielte Guijarro 17 Tore. Er nahm auch an der U-21-Weltmeisterschaft 2025 (9. Platz) teil.

## Erfolge
- U-18-Europameister 2022 mit der Jugendnationalmannschaft
- U-19-Weltmeister 2023 mit der Jugendnationalmannschaft
- U-20-Europameister 2024 mit der spanischen Juniorenauswahl